# 马拉诺维琴蒂诺
马拉诺维琴蒂诺（義大利語：Marano Vicentino），是意大利威尼托大区维琴察省的一个市镇。总面积12平方公里，人口9767人，人口密度813.9人/平方公里（2009年）。国家统计（ISTAT）代码为024056。